# Closer (Travis)
Closer è un brano della band scozzese dei Travis, pubblicato il 23 aprile 2007 come primo singolo estratto dall'album The Boy with No Name.

## Videoclip
Il videoclip del brano è stato girato in un supermercato statunitense, dove i componenti della band appaiono nel ruolo di cassieri; il frontman del gruppo, invece, inizialmente indossa un costume da castoro, ma poi lo rimuove per iniziare a cantare.
Nel videoclip appare anche l'attore Ben Stiller, nel ruolo del proprietario del supermercato.

## Tracce
Enhanced CD
1. Closer
2. The Day Today

7"
1. Closer
2. The Great Unknown

7"
1. Closer
2. This Love

## Classifiche
| Classifica (2007) | Posizione più alta |
| ----------------- | ------------------ |
| Regno Unito       | 10ª                |
| Norvegia          | 8ª                 |
| Italia            | 49ª                |
| Israele           | 2ª                 |
| Repubblica Ceca   | 85ª                |

## Altri media
Il brano è stato inserito nella colonna sonora del videogioco FIFA 08.